# Henri Brutsaert
Henri Brutsaert (Poperinge, 19 augustus 1868 - aldaar, 16 oktober 1938) was een Belgisch katholiek politicus. 

## Levensloop
Als doctor in de geneeskunde werd Brutsaert beroepshalve geneesheer. Hij was gehuwd met Marie-Josephine De Baets.
Hij werd politiek actief voor de Katholieke Partij en was voor deze partij van 1921 tot 1926 gemeenteraadslid van Poperinge. Tevens was hij van 1914 tot 1926 provincieraadslid van West-Vlaanderen en was van 1921 tot 1926 de voorzitter van de provincieraad.
In november 1926 verliet hij de provinciale politiek om René Colaert op te volgen als lid van de Kamer van volksvertegenwoordigers voor het arrondissement Ieper. Dit mandaat oefende hij uit tot in 1932.
Ook bekleedde hij verschillende functies in meerdere instellingen. Zo was hij:
- Lid van de Hoge Koloniale Gezondheidsraad
- Voorzitter van het Geneeskundige Genootschap van Ieper
- Voorzitter van de Kerkfabriek Sint-Jan
- Voorzitter van de Beheerraad van het Sanatorium De Lovie
- Erevoorzitter van de Boerenbond en het Hopverbond van Poperinge.

Wegens zijn verdiensten als geneesheer tijdens de Eerste Wereldoorlog werd hij benoemd tot officier in de Leopoldsorde, officier in de Koninklijke Orde van de Leeuw, officier in de Kroonorde en officier van het Openbaar Onderwijs in Frankrijk. Ook werd hij vereerd met het Burgerkruis van 1ste klas 1914-1918.

## Publicatie
- Zedelijke heropleving van Vlaanderen (verwoeste streek, 1923.